# لی یونگ (بازیکن فوتبال، زاده ۱۹۸۶)
لی یونگ (انگلیسی: Lee Yong؛ زاده ۲۴ دسامبر ۱۹۸۶) یک بازیکن فوتبال در پست مهاجم اهل کره جنوبی است.

## تیم ملی
وی همچنین در تیم ملی فوتبال کره جنوبی بازی کرده است.